# 阿部将翁
阿部 将翁（あべ しょうおう、生年不詳 - 宝暦3年1月26日（1753年2月28日））は江戸時代の本草家である。
名は照任または輝任、通称は友之進、本草学の実際的知識に秀でており、また、書物をあまり残さなかったため、その前半生には諸説ある。新渡戸仙岳によると、盛岡藩閉伊通豊間根村（現 岩手県山田町）の出身で、豊間根一族の出であるという。
延宝年間（1673年-1681年）に大坂に向かう船が台風で難破し、清国に流れつき清国で医術、本草学を学んで帰国したとされる説（東条琴臺の『先哲叢談続編』）や、密航して清国に渡った説、長崎で清国人、オランダ人に本草学を学んだする説などがある。
享保6年（1721年）、幕府に雇われて採薬使となり、野呂元丈らと各地に採薬旅行を行った。享保12年（1727年）、陸奥国釜石の仙人峠で磁鉄鉱を発見したとされ、釜石鉱山が開かれるもととなった。「採薬使記」「御薬草御用勤書覚」などの記録を残した。幕府の命により薬園を開き、将翁が監督した。対馬藩から献上された朝鮮人参の生根、種子から栽培に成功した。弟子に田村藍水がいる。
大正13年（1924年）、正五位を追贈された。